# Ford Modell C Junior
Der Ford Modell C Junior (oder auch Ford Ten Junior) war ein Wagen der unteren Mittelklasse, den die britische Ford Motor Company Ltd. von 1934 bis 1937 herstellte. Von 1934 bis 1936 wurde das Modell auch in Spanien gebaut. Die im Styling etwas abweichende deutsche Version war der Ford Eifel.
Der Wagen hatte einen seitengesteuerten Vierzylinder-Reihenmotor mit einem Hubraum von 1.172 cm³, der aus dem 0,9-l-Motor des Modells Y durch Vergrößerung der Bohrung von 56,6 mm auf 63,5 mm (2,5 Zoll) entwickelt worden war. Der Hub von 92,5 mm blieb gleich. Der bis 1962 gebaute Motor leistete 30 bhp (22 kW) bei 4.000/min und bildete die Basis für viele Tuner (u. a. Lotus). Die Starrachsen (Deichselachsen) vorn und hinten waren an Schubstreben mit einem Kugelgelenk und Querblattfedern aufgehängt. Die Konstruktion hatte sich seit dem Modell T wenig verändert. Die Wagen waren mit einem Dreiganggetriebe ausgestattet.
Zusätzlich zu den beiden Limousinen mit 2 oder 4 Türen gab es einen 4-sitzigen Tourenwagen, der als seltenste Ausführung heute sehr gesucht ist. Auch gab es eine Luxusausführung, den CX, dessen Zierteile verchromt waren.
Der Wagen erreichte 110 km/h und verbrauchte ca. 7 l Benzin / 100 km.
Nachfolger ab 1937 war der Ford Ten. In drei Jahren wurden 96.530 Ford Modell C Junior gebaut.